# Yakuza 3
Yakuza 3 (jap. 龍が如く3, Ryū ga Gotoku 3) ist ein Computerspiel aus den Genre Action-Adventure und ist der dritte Teil der von Sega entwickelten Yakuza-Serie. Das Spiel wurde in Japan am 26. Februar 2009 erstveröffentlicht.
Yakuza 3 verkaufte sich am ersten Tag in Japan über 300.000 Mal. Im März 2009 wurden bereits 500.000 Einheiten verkauft.
Aufgrund der schlechten Verkaufsergebnisse der Vorgänger außerhalb von Japan wollte der Hersteller das Spiel zunächst im Ausland nicht vermarkten und hat sich erst ein Jahr nach Veröffentlichung dazu entschlossen.
Am 25. Februar 2010 gab Sega Europe bekannt, dass das Spiel inhaltlich für den westlichen Markt (Europa und USA) gekürzt wurde. In diesem Zuge wurden Hostessbars und damit zusammenhängende Missionen entfernt, da sie laut Sega für den westlichen Verbraucher nicht verständlich seien. Da diese Elemente allerdings in beiden Vorgängerversionen enthalten waren, kam es zu einem Aufschrei der Fans, die mit Stornierung ihrer Vorbestellungen reagierten.
Am 18. März 2010 erschien der Nachfolgetitel Yakuza 4, 2012 der fünfte Teil Yakuza 5.

## Handlung
Der Protagonist Kazuma Kiryu versucht aus der Yakuza auszusteigen und hat zu diesem Zweck ein Waisenhaus in Okinawa eröffnet. Dort will er sich um Kinder kümmern, die, wie er, ihre Eltern verloren haben, und sich Haruka Sawamura, der Tochter seiner Jugendliebe Yumi, die seit deren Tod bei ihm lebt, widmen. Dazu muss sich der Spieler im Rahmen der Handlung auch mit den alltäglichen Problemen der Kinder beschäftigen. Doch an dem Land, auf dem Kazumas Waisenhaus steht, sind zwei Politiker interessiert, die unterschiedliche Bauvorhaben planen. Dies führt dazu, dass sich auch die Yakuza in die Geschäfte einmischt. 
Einige Zeit später werden sowohl der Vorsitzende des Tojo-Clans Daigo Dojima als auch Kazumas Freund Shigeru Nakahara, der der Vorsitzende der Ryudo-Familie ist, die auf Okinawa ihre Basis hat, von einem Unbekannten angeschossen. Beide Attentate trugen dieselbe Handschrift. Dank Nakaharas Ziehtochter Saki, die ein unglaubliches Zeichentalent besitzt, gelangen sie in den Besitz eines Phantombildes, welches zu Kazumas großer Überraschung seinen Ziehvater Shintaro Fuma zeigt. Um den Vorfällen auf den Grund zu gehen, kehrt Kazuma mit seiner Begleitung Rikiya, der Nakahara untersteht, zurück nach Kamurocho. Dort wird er direkt von einer Gruppe ausländischer Männer angegriffen, kann sich aber gegen sie wehren. 
Kazuma besucht den Kommandanten seines früheren Clans, Osami Kashiwagi, im Millennium Tower. Bei einer Unterredung werden beide von einem Helikopter überfallen, der mit einer Maschinenkanone auf die beiden das Feuer eröffnet. Kazuma entkommt knapp, aber Kashigawi wird mehrfach getroffen und stirbt. Mithilfe seines alten Freundes bei der Polizei, Makoto Date, der mittlerweile als Journalist arbeitet, konnte Kazuma einer Verhaftung entgehen, weil seine Kleidung blutverschmiert war und so den Verdacht der Polizei auf sich lenkte. Zudem unterrichtet er ihn über den aktuellen Status der Familien und deren mögliche Vorhaben. Kazuma vermutet einen der Familienoberhäupter in einem der Attentäter: Tsuyoshi Kanda vom Nikishiyama-Clan, Goro Majima vom Majima-Clan, Goh Hamazaki vom Hamazaki-Clan und Yoshitake Mine vom Hakuho-Clan. Jeder von ihnen hat ein Motiv, denn jeder könnte Daigo als Vorsitzender ablösen wollen.
Kazuma nimmt sich zuerst Kanda vor, der tatsächlich vorhat, mit aller Gewalt und dem Geld von Mine Vorsitzender zu werden. Doch Kazuma besiegt ihn, kann jedoch keine Beweise für seine Schuld finden. Auch Goro Majima, der mit Kazuma sehr gut befreundet ist, hat mit der Sache nichts zu tun. Er bietet ihm aber nach einem siegreichen Kampf für Kazuma seine Hilfe nach der Suche an und dank Kage auch Informationen, die er in seinem Kameraraum sammelt.
Dort müssen sie feststellen, dass Kamurocho von der chinesischen Snake Flower Triad überfallen wird. Ihr Boss Lau Ka Long setzt seine Leute auf Rikiya an, um Kazuma aus der Reserve locken. Auf einem Dach kommt es zum Kampf zwischen den beiden, aus dem Kazuma siegreich hervorgeht. Doch Rikiya soll von den Gefolgsleuten Longs enthauptet werden, allerdings wird er vom Daigo- und Nakahara-Attentäter gerettet. Rikiya wird zurück nach Okinawa geschickt, während Kazuma einen überraschenden Anruf vom Verteidigungsminister Ryuzu Tamiya erhält und in das Parlamentsgebäude eingeladen wird.
In Begleitung von Date nimmt Kazuma die Einladung an und erfährt, dass das Bauvorhaben nur eine Fassade sei, um eine Organisation hervorzulocken, die man bisher als Black Monday kennt. Die Vermutung liegt nahe, dass diese ein Kommando der CIA ist, zu der wohl auch Joji Fuma gehört, der Zwillingsbruder von Kazumas Ziehvater. Der Verteidigungsminister bittet Kazuma zurück nach Okinawa zu reisen, um dort seinen abtrünnigen Sekretär Tano zu suchen und zu beschützen, der auf der Abschussliste von Joji Fuma steht.
Kazuma erklärt sich einverstanden, reist zurück nach Okinawa und kehrt in das Waisenhaus zurück, welches die Zeit über von der Ryudo-Familie beschützt wurde. Dort kümmert sich Kazuma weiterhin um seine Schützlinge sowie um den schwer verletzten Nakahara. Einige Tage später erhält er einen Anruf des Verteidigungsministers, dass Tano ein Meeting in einem Host Club im Vergnügungsviertel Hatsumachi hat. Kazuma geht dorthin und kann in letzter Sekunde verhindern, dass Fuma Tano tötet, und ihn in einem Zweikampf besiegen. Tano bedauert seine Abwendung von Tamiya, der ihm trotz allem verziehen hat. Joji Fuma erklärt Kazuma, dass nicht er, sondern ein anderer CIA-Agent namens Richardson sowohl auf Daigo als auch auf Nakahara schoss.
Während des Gesprächs erscheint Taichi, eines der Waisenkinder, und berichtet Kazuma von einem schrecklichen Vorfall. Mithilfe der mit der Ryudo-Familie verfeindeten Tamashiro-Familie zerstörte Mine das Waisenhaus, verletzte Nakaharas Gehilfen Mikio Aragaki schwer und entführte Nakahara. Nachdem Kazuma die Kinder vor der Ruine beruhigte, macht er sich auf die Suche nach Nakahara und Tamashiro. In einer Stierkampfarena kommt es somit zum Kampf, in dem Tamashiro mithilfe von wilden Stieren Nakahara zu töten versucht, es aber nicht schafft. Er stellt sich Kazuma zum Kampf und verliert. Allerdings erschießt er den mittlerweile anwesenden Rikiya.
Kazuma ist klar, was Mine plant. Er will sein Vorbild Daigo töten, um so Vorsitzender des Tojo-Clans zu werden. Mithilfe eines CIA-Flugzeugs reist Kazuma ihm nach Tokio nach. Nachdem er den geheimen Aufenthaltsort des immer noch verletzten Daigos in Erfahrung bringt, begibt er sich dorthin und wird von unzähligen Mitgliedern des Black Monday angegriffen. Im Zimmer von Daigo, wo Kazuma ihn nicht vorfand, kommt es zum erneuten Aufeinandertreffen mit Richardson, der Kazuma schon einmal nach seiner Ankunft in Kamurocho angegriffen hatte. Nach dem Sieg über ihn gelangt Kazuma auf das Dach, wo Mine schon auf ihn zum Endkampf erwartet, der für beide sehr hart ist. Nach Kazumas Sieg erscheint jedoch wieder Richardson, der Daigo endgültig ausschalten will. Mine opfert sich, nachdem Daigo ihm ins Gewissen redete, und stürzt sich mit dem Amerikaner in die Tiefe.
Einige Zeit später hat Daigo es geschafft, die Verletzung auszukurieren. Am Theatre Square bedankt er sich bei Kazuma, als Hamazaki auftaucht. Ohne Vorwarnung sticht er auf Kazuma ein, weil seine Familie von der Snake Flower Triad vernichtet wurde, die den Tod ihres Anführers nicht ungesühnt lassen wollten. Nach dem Abspann sieht man jedoch, dass Kazuma diese Attacke verletzt überlebte und für seine Waisenkinder im wiederaufgebauten Waisenhaus sorgt.

## Spielprinzip
Das Spiel besteht aus mehreren Missionen im Rahmen der Handlung, die der Spieler absolvieren muss. Neben diesen Missionen existieren sog. Nebenmissionen, die außerhalb der eigentlichen Geschichte stattfinden. Die Entwickler haben zusätzlich ca. 100 Minispiele entworfen, denen sich der Spieler abseits von Missionen widmen kann, wie Shōgi, Bowling, Golf, Angeln, Spielhallenspiele, Karaoke und Cabaret-Shows. Die Spielwelt bilden zwei fiktive Städte, Kamurocho und Ryukyugai. Die Zweikämpfe werden im Gegensatz zu den Vorgängern nicht mehr in einem Extrabildschirm absolviert, sondern finden „vor Ort“ in der Spielwelt statt.
Aufgrund des Spielprinzips wird das Spiel mit Grand Theft Auto verglichen. Im Vergleich zu diesem sei das Spiel jedoch nicht satirisch, sondern eher ernst. Die Spielwelt ist auch nur zu Fuß zu erkunden, d. h., es können keine Fahrzeuge benutzt werden.

## Bewertungen
Das Spiel erhielt von der bekannten japanischen Spielezeitschrift Famitsu 38/40 Punkte. Es erhielt außerdem den „Award for Excellence“ in der Sparte „Games of the Year“ der Japan Game Awards 2009 für seine detaillierte und dramatische Story und liebevoll gestaltete Grafik. Zusätzlich wurde Sega für das Spiel der „PlayStation Award 2009“ von Sony Computer Entertainment für den Verkauf von mehr als 500.000 Exemplaren auf dem japanischen Markt verliehen.
Obwohl Yakuza 3 im Westen erst ab März 2010 erhältlich war, hatten zahlreiche Online-Magazine die japanische Version bereits vorab einem Test unterzogen. So wurde sie von Onpsx.net mit 9/10 Punkten bewertet. Das Spiel lasse den Spieler in eine authentische Unterwelt abtauchen mit „bombastischer Präsentation“ und einem „hohen Grad an Realismus“. Ein weiterer Pluspunkt sei der große Umfang bzw. die Spieldauer.